# Osmanville
Osmanville – miejscowość i gmina we Francji, w regionie Normandia, w departamencie Calvados. W 2013 roku populacja gminy wynosiła 590 mieszkańców. Przez miejscowość przepływa rzeka Vire. 